# 冒険ロックバット
『冒険ロックバット』（ぼうけんロックバット）は、1975年3月31日から同年9月27日まで、フジテレビ系列で放送された、ピー・プロダクション製作の特撮番組。全156話、カラー。

## 解説
月曜日から土曜日まで、5分枠の帯番組として放映された。うしおそうじは「5分番組としては異例だが、読売広告社が（代理店として）ついてくれて、東海テレビ発信で放送した」と語っている。
舞台は、動物たちが平和に暮らす「どうぶつ国」の「どうぶつ村」。悪の黒雲「ワルジャン」の手下の「ドラダヌギー」が今日も怪しい悪事をはたらく。科学者「ズク博士」は、平和を守るために2体のロボット、「ロックバット」と「ブレイザー」を完成させた。おっちょこちょいでおしゃべりのロックバットは、毎回失敗しながらも、弟ロボット・ブレイザーに助けられ、事件を解決していく。
主役のロックバットは毎回、ドラダヌギーにコテンパンにやられるか、現場に着いた時にはドラダヌギーはすでにやられているケースが多く、戦いはほとんどブレイザーやミミー・ズク博士に手柄を持っていかれるというパターンであった。そしてラストは、うまくいった時は舌をペコちゃんのように出して「ヘッヘェ！」、失敗したりがっかりした時は泣き顔で「トホホォ！」と、リアル画のアニメで表現するのがパターンだった。
制作予算は格段に低く、一話5分で約20万円（当時）だった。うしおは、「この予算ではお粗末な物になりかねないが、そういうのは絶対やりたくなかったから、こちらでなんとかカバーして、割合まともなものに仕上がった」としており、予算不足をカバーする様々な工夫が凝らされ、特に廃業した施設などを利用して撮影が行われた。
ズク博士の研究所やフライングマンションの発進口などは、祖師谷大蔵の廃業した映画館にセットを組んで撮影された。同館はプロデューサーの篠原茂の交渉によって、取り壊し予定日まで半年契約で安く借りることが出来た。「ライフ」などの雑誌や「百目ビル」など世田谷近辺の近未来的な風景から採ったスチール写真を、映画館に備え付けられていた「4×5」サイズの映写機でスクリーンに投影し、スクリーンプロセス撮影を行うことで、ロケの手間を省いた。
また「どうぶつ国」の屋外撮影は、当時大船にあった廃墟の遊園地・大船ドリームランドを使用した。うしおは「本当はお金を払わなければいけないかもしれないけど、開放状態だったから」と施設を無許可で使用していた旨を語っており、本来遊園地であったため、鉄塔などのカラフルで見栄えの良い設備が残っていたため「セットを組んでいるように見えた」と述べている。
監督の一人である大塚莞爾によれば撮影は2日間で5本ほどをまとめ撮りして、シナリオもスタッフが書いている状況もあったという。しかし、大塚はロケに行くのが楽しかったと述べている。
フジテレビは開局間もない1959年（昭和34年）7月より、日曜日を除く毎日18時55分に、低年齢層の子供向けに1話わずか5分の帯番組アニメまたは特撮ドラマを放送していたが、この番組枠は本作品をもって終了した。またピープロも当作終了後に撮影スタッフが解散し、制作から撤退。その後長期間新作が作られていない。
関東地方では、本作品とほぼ同時に『電人ザボーガー』が日曜昼前に移動し、「恐竜軍団シリーズ」が開始したため、1週間毎日ピープロ作品が放映されているという状況が半年間続いた。
うしおは、「『ロックバット』は、東南アジアから結構引き合いがあるものの、べらぼうに安いことを言うからね」と語っている。

## キャラクター
本作品の登場人物は、すべて等身大のぬいぐるみで演じられた。動物たちは頭だけ被り物で、胴体は衣装を着た俳優である。ロックバットやドラダヌギーの表情は、渡辺善夫によるリアル画を使った動画を挿入して表現された。主要キャラクターのデザインはすべてうしおそうじ。
ロックバット
本作品の主人公ロボット。コウモリをイメージしたキャラクターで、胸の6つのボタンで6通りの超能力を発揮する、ズク博士の作ったロボット第1号。空を飛び、帽子が開いてパラシュートになる。100馬力。
- スーツアクターは女性が担当した。うしおは「松金自身が衣装を着けたこともあったと聞いた」としている。
- 「ロックバット」の名前の由来は、うしおによると「岩」、「ロックンロール」の「ロック」、「コウモリ」の「バット」を意味している。うしおは劇中音楽もロックンロールにしたかったという。
- 造形はヒルマモデルクラフトによるもので、着ぐるみのほか飛び人形も造られた。

ブレイザー
ズク博士の作ったロボット第2号。「鉄のプリンス」の異名を持ち、肩と一体化した頭部が外れ、「ヘッドガークル」という追跡捜査マシーンとなって独立走行させることができる。5万馬力。ロックバットの失敗を助けるのが役目で、ロックバットをはるかに上回る怪力の持ち主だが、言葉を話すことはできない。また、ヘッドガークルを発進させると力が弱くなる(第16話)、雷に弱いという弱点がある。
- スーツアクターは映画『ゴジラ対メガロ』でジェットジャガーを演じた駒田次利。そのほか、特殊メイクアーティスト・特撮監督の原口智生は、安川剣友会の付き人をしていた時にブレイザーを2度ほど演じたと述べている。
- ミニチュアと併せ、造形はヒルマモデルクラフト。

ドラダヌギー
悪の黒雲ワルジャンの手下で、両手にボクサーグローブ、胴に銅鑼覆い（胸に「GONG」と浮彫がある）、マントを着けたタヌキのキャラクター。毎回、何かしら悪巧みをしてどうぶつ村をかきまわす。怒ったり得意になると左手で胴に着けた銅鑼を叩くが、これは「365ホーンの公害腹鼓」と設定されている。
- 名前は「どら猫」と「タヌキ」を合わせたもので、「銅鑼」ともかけられている。
- 造形は高山良策。高山造形のテレビシリーズのキャラクターはこれが最後となった。鼻を掻くようなポーズは、スーツアクターがマスクの覗き穴を視界に合わせるために行っていた。

ズク博士
どうぶつ国の発明家で、ロックバットやブレイザーを作った科学者。ミミズクのキャラクター。平和研究所「フライングマンション」に住み、事件が起こると一報を受けてロックバットやブレイザーを出動させる。

ミミーちゃん
ウサギのキャラクター。ズク博士の孫娘で、博士の秘書兼助手でもある。ロックバットのことを常に気にかけており、誰にでも優しいロックバットの憧れの人でもある。

リィー
リスのキャラクターで、どうぶつ村でフルーツパーラーを経営している。親切な性格。

ホースター
「ホース運送会社」を経営している馬のキャラクター。フライングマンションに荷物を届けに来る。

ワンブル探偵
犬のキャラクターで、どうぶつ村の探偵。ロックバット達に協力して怪事件の捜査に当たる。

ブータレ記者
豚のキャラクターで、「どうぶつ新聞社」の記者。ロックバットたちの活躍を新聞の記事にしている。

ダンク
ドラダヌギーが対ブレイザー用として造ったロボット。左手は大型砲になっている。
- 『電人ザボーガー』に登場したΣ団ロボットの「カイザー」の胴体に「ジャニン」の頭をすげ替え、顔面を改造したもの。

ワルジャン
空に浮かぶ謎の黒雲。ドラダヌギーを使って「どうぶつ村」の資源を狙い、次々と怪事件を引き起こす。怒ると雷を発生させる。
- キャラクターは動画で表現され、うしおそうじがエアブラシで原画を描き、数パターンを作り貯めておいて順次ストーリーに挿入している。うしおは「アイディア技術を存分に駆使したので、驚くような低予算で仕上がった」と述懐している。

フライングマンション
ズク博士たちが住んでいる平和研究所。指令室が分離し、ロケットのように空を飛ぶことが出来る。
- ミニチュアの制作はヒルマモデルクラフトが担当した。

## 声の出演
出典：『宇宙船別冊・電人ザボーガー』
- ロックバット：松金よね子
- ドラダヌギー：辻村真人
- ズク博士：槐柳二、山下啓介
- ミミーちゃん：小宮和枝[注釈 4]
- ワルジャン、ナレーター：村越伊知郎

## スタッフ
- 原作：うしおそうじ
- プロデューサー：別所孝治（フジテレビ）、篠原茂
- 製作補：清水一夫
- 製作進行：岩井田雅行
- 監督：大塚莞爾、坂本保彦
- 脚本：しのだとみお[注釈 5]、まつしまとしあき、高際和雄、山崎晴哉、奥津啓二郎、遠藤仁、祝雅治
- 撮影：早川勝春
- 合成作画：渡辺善夫、鷺巣富雄
- 造形：高山良策（ドラダヌギー）、ヒルマモデルクラフト（メカ類）、ゼン工芸、宮崎プロ
- 音楽：小森昭宏
- 制作：ピープロダクション

## 主題歌
レコードは日本コロムビアから発売された。
- 主題歌：「冒険ロックバット」（作詞：しのだとみお／作曲：小森昭宏／歌：水木一郎、コロムビアゆりかご会）
- 挿入歌：「鉄のプリンス・ブレイザー」（作詞：しのだとみお／作曲：小森昭宏／歌：水木一郎、コロムビアゆりかご会）

## 放送リスト
参照ザボーガー&ピープロ 2011, p. 159
1. ブルル！ぼくロックバット！（1975年3月31日）
2. シシシ！銀行ギャングだど！（4月1日）
3. タタタ！王冠を返せ！（4月2日）
4. ドヒヒ！ヘッド・ガークル発車！（4月3日）
5. ヤヤヤ！時計の針が盗まれた！（4月4日）
6. ムムム！博士を助けろ！（4月5日）
7. ラララ！マンションが飛んじゃった！（4月7日）
8. バヒヒ！月まで飛ばせ！（4月8日）
9. ククク！頭がポーッとなっちゃった！（4月9日）
10. サササ！郵便車を守れ！（4月10日）
11. バチチ！メガトン爆弾だァ！（4月11日）
12. トトト！水が欲しい！（4月12日）
13. カララ！ぼくは剣豪?!（4月14日）
14. カネホ！金山を守れ！（4月15日）
15. テトタ！ドラダヌギーをつかまえろ！（4月16日）
16. ホチチ！ミミーちゃんが危ない！（4月17日）
17. コロロ！可愛子ちゃんを救え！（4月18日）
18. ゴロロ！雷は恐い！（4月19日）
19. ロロロ！ワルジャンは凄い奴！（4月21日）
20. ジリリ！敵のアジトへもぐりこめ！（4月22日）
21. コココ！飛行機落とし！（4月23日）
22. トレレ！ブレイザーが凍った！（4月24日）
23. オロロ！ぐらっとゆれーる！（4月25日）
24. フニニ！竹の子が嫌い！（4月26日）
25. アホホ！笑って許して！（4月28日）
26. ギギギ！歯医者はこわい！（4月29日）
27. ギリリ！ブレイザーがさびついた！（4月30日）
28. ハレレ！海賊だァ！（5月1日）
29. トピピ！ミミーちゃんが消えちゃった！（5月2日）
30. ルルル！催眠術にかけられた！（5月3日）
31. ゲゲゲ！岩になるのはイヤ！（5月5日）
32. フレェ！ワルジャンを吹きとばせ！（5月6日）
33. ガタタ！本物はどれだ！（5月7日）
34. ギロロ！さんぞくだァ！（5月8日）
35. ムムム！空襲だァ！（5月9日）
36. レレレ！お月さまがふたつ?!（5月10日）
37. タタタ！大追跡だ！（5月12日）
38. ムヒヒ！手錠がはずれない！（5月13日）
39. ウツツ！鏡よカガミ！（5月14日）
40. マママ！ナワトビックス！（5月15日）
41. チチチ！ミミーちゃんが危篤だ！（5月16日）
42. ドドド！大地震だゾ！（5月17日）
43. チチチ！ハチ、ハチ、蜂！（5月19日）
44. ヘヘヘ！酔っ払っちゃった！（5月20日）
45. ダダダ！地雷を探せ！（5月21日）
46. ヤヤヤ！本物はどっちだ！（5月22日）
47. ケケケ！夢は朝さめる！（5月23日）
48. アチチ！テカテカ大作戦！（5月24日）
49. アタタ！ブレイザーが危ない！（5月26日）
50. バビビ！悪ロボットを倒せ！（5月27日）
51. キキキ！注射禁止だよ！（5月28日）
52. ビビビ！電気がこわい！（5月29日）
53. イイイ！石油がなくなった！（5月30日）
54. ウヘッ！ミミーちゃんの大活躍！（5月31日）
55. タヒャ！ロケットが飛んで来た！（6月2日）
56. ゲゲゲ！ドラダヌギーの大脱走！（6月3日）
57. ヤヤヤ！強敵が現れた！（6月4日）
58. ドヒヒ！お化けが出たーッ！（6月5日）
59. ルルル！何でも盗聴しちゃえ！（6月6日）
60. ラララ！誘拐犯をつかまえろ！（6月7日）
61. タララ！踊ろよドラダヌギー！（6月9日）
62. イキキ！にんじん大好き！（6月10日）
63. ルルル！夜が明けない！（6月11日）
64. カカカ！お腹がペコペコだ！（6月12日）
65. ハヒホ！頑張れブレイザー！（6月13日）
66. アヒヒ！ドラダヌギーが消えちゃった！（6月14日）
67. ロロロ！その鍵を返せ！（6月16日）
68. ギョッ！危うしブレイザー！（6月17日）
69. タタタ！博士が倒れた！（6月18日）
70. ラレロ！ブレイザーはミサイルか?!（6月19日）
71. ラキキ！階段は長い！（6月20日）
72. ブルル！ハレハレ牧場の決闘！（6月21日）
73. カカラ！ドラダヌギーの綱渡り！（6月23日）
74. ケケケ！かゆいかゆい！（6月24日）
75. ムカカ！運動会が始まらない！（6月25日）
76. トチチ！時限爆弾はどこだ！（6月26日）
77. ギハラ！ここはワルジャンの口の中！（6月27日）
78. ムムム！ロックバット危機一髪！（6月28日）
79. キハハ！風船爆弾が飛んできた！（6月30日）
80. チハハ！クモは大嫌い！（7月1日）
81. レレレ！ロックバットが吸いついた！（7月2日）
82. ホトト！エメラルドを守れ！（7月3日）
83. ヒヘラ！雲の上からカミナリが…！（7月4日）
84. ウムム！ズク博士は悪者?!（7月5日）
85. ガリリ！くいくい怪獣あらわる！（7月7日）
86. ザザザ！油断大敵だァ！（7月8日）
87. カチチ！固まっちゃった！（7月9日）
88. パピオ！負けるなブレイザー！（7月10日）
89. ポロロ！ピアニストを追え！（7月11日）
90. ヨヨヨ！眼が見えなくなっちゃった！（7月12日）
91. ブルル！ブルスカ号発進！（7月14日）
92. アレレ！足が抜けなくなっちゃった！（7月15日）
93. チチチ！あついあつい！（7月16日）
94. ポロロ！汽車を救え！（7月17日）
95. ビヒヒ！笑いが止まらない！（7月18日）
96. ハナナ！すごい鼻息！（7月19日）
97. ハレレ！なんだこの絵は！（7月21日）
98. ドダダ！ぽんこつロック！（7月22日）
99. キトト！逃げ足は速い！（7月23日）
100. ドテテ！はっけよいのこった！（7月24日）
101. キキキ！速いぞブルスカ！（7月25日）
102. ナナナ！ボールを返せ！（7月26日）
103. トチチ！ブルスカ号が盗まれた！（7月28日）
104. トーターター！ゆーくーりーだァ！（7月29日）
105. ガガガ！強いぞ！ブレイザー！（7月30日）
106. フワワ！夢よもう1度！（7月31日）
107. ビリヒ！感電は恐い！（8月1日）
108. ムハハ！くしゃみが止まらない！（8月2日）
109. トテチ！ヘッドガークルを取り戻せ！（8月4日）
110. ハラヒ！ そのフィルムを渡すな！（8月5日）
111. トホホ！ドラダヌギーはかわいそう！（8月6日）
112. トテチ！ゴルフ爆弾はどれだ！（8月7日）
113. フララ！輪投げだよ！（8月8日）
114. ブブブ！ハチの襲来だァ！（8月9日）
115. ケケラ！びっくりパンチ！（8月11日）
116. アレラ！ドラダヌギーが忍者?!（8月12日）
117. ヒへへ！ワルジャンは強敵！（8月13日）
118. リリロ！また山賊だァ！（8月14日）
119. ザザザ！大洪水だ！（8月15日）
120. アピャ！風船になっちゃった！（8月16日）
121. アレヒ！戦えブレイザー！（8月18日）
122. アブブ！赤ン坊になっちゃった！（8月19日）
123. オロロ！怪人ガバンチョ！（8月20日）
124. カララ！灯台を守れ！（8月21日）
125. ドテチ！博士がつかまった！（8月22日）
126. オヨヨ！ドラダヌギーに助けられた？（8月23日）
127. アチオ！お尻が火事だ！（8月25日）
128. クルル！目がまわるよ！（8月26日）
129. ゴゴゴ！竜巻だゾ！（8月27日）
130. ニテテ！ドラムサシ参上！（8月28日）
131. カカカ！ドラダヌギーはウソつきだ！（8月29日）
132. 力トト！毒バチは大キライ！（8月30日）
133. ガキキ！ブレイザー危機一髪！（9月1日）
134. リリリ！電話に注意しろ！（9月2日）
135. アレロ！足がフラフラだァ！（9月3日）
136. ソララ！ドラボールが空を行く！（9月4日）
137. フハハ！映画が見たい！（9月5日）
138. デヘヘ！宝の山だドォー！（9月6日）
139. ポレレ！ロックパットが死んじゃった！（9月8日）
140. ゲヘラ!！凧を落とせ！（9月9日）
141. ブクブ！その手紙に手を渡すな！（9月10日）
142. ワカカ！若くなりたいよ！（9月11日）
143. アカカ！ワルジャンが燃えた！（9月12日）
144. ブルル！荒野の対決！（9月13日）
145. ヨヨヨ！洪水をとめろ！（9月15日）
146. ワワワ！恐竜が出た！（9月16日）
147. ケケケ！まんじゅうこわい！（9月17日）
148. ギギギ！ドラダヌギーに挑戦！（9月18日）
149. ドホホ！大雪だァ！（9月19日）
150. ブルル！コワイ仮面現わる！（9月20日）
151. ブレレ！落とし穴だァ！（9月21日）
152. チチチ！ウエディングベルが盗まれた！（9月23日）
153. アカチ！あの火を消せ！（9月24日）
154. テテテ！手と椅子がくっついた！（9月25日）
155. ロロロ！ダイヤモンドに手を出すな！（9月26日）
156. キテレ！設計図が盗まれた！（9月27日）

## ネット局
特筆の無い限り全て同時ネット。
- フジテレビ（制作局）
- 富山テレビ[17]
- 石川テレビ（同時刻遅れネット。1975年4月14日ネット開始）[18]
- 東海テレビ 5分先行[19]
- 関西テレビ 5分先行、初回のみ10分先行[20]
- 広島テレビ[21]
- テレビ西日本[22]

## 映像ソフト化
- 2016年3月23日発売の「快傑ライオン丸 Blu-ray BOX」に映像特典として1-40話を収録、同年4月27日発売の「スペクトルマン Blu-ray BOX」に41話以降の40本を収録、同年7月27日発売の「怪獣王子 Blu-ray BOX」に現存する後半エピソード51本を収録[23]。
- 単品でのDVD・ブルーレイの発売はされておらず、上記の特典映像でのみブルーレイとしてソフト化されている。

## コミカライズ
- ヨシダ忠によって、「テレビマガジン」（講談社）の1975年8月号から同年10月号まで連載された。